# Lodge Pole
Lodge Pole és una concentració de població designada pel cens dels Estats Units a l'estat de Montana. Segons el cens del 2000 tenia 100 habitants.

## Demografia
Segons el cens del 2000, Lodge Pole tenia 214 habitants, 59 habitatges, i 48 famílies. La densitat de població era de 6,2 habitants per km². Per races són el 2,34% blancs i el 96,73% amerindis.
Dels 59 habitatges en un 50,8% hi vivien nens de menys de 18 anys, en un 42,4% hi vivien parelles casades, en un 25,4% dones solteres, i en un 18,6% no eren unitats familiars. En el 16,9% dels habitatges hi vivien persones soles l'1,7% de les quals corresponia a persones de 65 anys o més que vivien soles. El nombre mitjà de persones vivint en cada habitatge era de 3,63 i el nombre mitjà de persones que vivien en cada família era de 3,9.
Per edats la població es repartia de la següent manera: un 45,3% tenia menys de 18 anys, un 5,1% entre 18 i 24, un 27,1% entre 25 i 44, un 16,4% de 45 a 60 i un 6,1% 65 anys o més.
L'edat mediana era de 24 anys. Per cada 100 dones de 18 o més anys hi havia 91,8 homes.
La renda mediana per habitatge era de 21.607 $ i la renda mediana per família de 22.500 $. Els homes tenien una renda mediana de 21.250 $ mentre que les dones 19.375 $. La renda per capita de la població era de 6.276 $. Aproximadament el 44% de les famílies i el 40,9% de la població estaven per davall del llindar de pobresa.

## Poblacions més properes
El següent diagrama mostra les poblacions més properes.